# Hendrik Lorentz
(Albert Einstein)
Hendrik Antoon Lorentz (Arnhem, 18 luglio 1853 – Haarlem, 4 febbraio 1928) è stato un fisico olandese.
Famoso per le sue ricerche sull'elettromagnetismo (in particolare per la Forza di Lorentz) e l'elettrodinamica, alcuni suoi contributi importanti, come le trasformazioni di Lorentz e alcune ipotesi sulla contrazione dei corpi in movimento, furono utilizzati da Albert Einstein per la descrizione dello spazio e del tempo nella formulazione della relatività ristretta.
Ricevette nel 1902 il Premio Nobel per la fisica assieme a Pieter Zeeman per la scoperta e la spiegazione teorica dell'effetto Zeeman. Gli è stato dedicato anche un cratere lunare di 312 km di diametro.

## Biografia

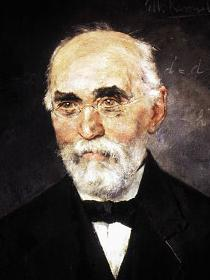
Hendrik Antoon Lorentz in un ritratto di Menso Kamerlingh Onnes

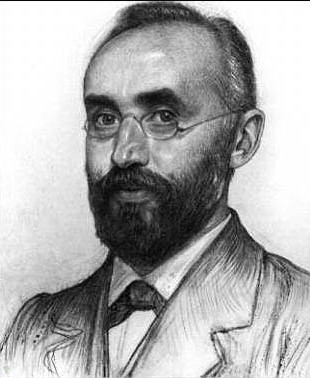
Hendrik Antoon Lorentz ritratto da Jan Veth

Hendrik Lorentz nacque a Arnhem, una città all'interno della regione della Gheldria nei Paesi Bassi figlio di Gerrit Frederik Lorentz (1822 – 1893), un benestante vivaista, e di Geertruida van Ginkel (1826 – 1861).
Nel 1862, dopo la morte della madre, suo padre sposò Luberta Hupkes. Dal 1866 al 1869 egli frequentò il liceo di recente costruzione ad Arnhem e nel 1870 passò gli esami sulle lingue classiche, necessario per l'ammissione all'università. Lorentz studiò fisica e matematica all'Università di Leiden, dove fu fortemente influenzato dall'insegnante di astronomia, il professore Frederik Kaiser, diventando così un fisico. Dopo aver ottenuto la laurea, egli ritornò ad Arnhem nel 1872 per insegnare matematica nei licei, ma nonostante ciò continuò a studiare a Leiden integrando la sua posizione di studioso con quella di professore.
Nel 1875 Lorentz ottenne il dottorato di ricerca sotto il professore Pieter Rijke con una tesi intitolata Beugung und Brechung von Licht (Diffrazione e rifrazione della luce) con la quale egli perfezionò la teoria elettromagnetica di James Clerk Maxwell. Nel 1881 Hendrik sposò Aletta Catharina Kaiser, nipote di Frederik Kaiser e figlia di Johann Wilhelm Kaiser, direttore della scuola d'incisione di Amsterdam, professore di Belle Arti e progettista dei primi francobolli postali olandesi (1852). In seguito Kaiser fu anche il Direttore della Galleria Nazionale di Amsterdam. La prima figlia nata da Hendrik e Aletta, Geertruida Luberta Lorentz, divenne anch'ella un fisico.
Nel 1878 a soli 24 anni, Hendrik Antoon Lorentz fu designato per la cattedra di recente costituzione in fisica teorica presso l'Università di Leida. Il 25 gennaio 1878 egli consegnò la sua lettura inaugurale sul De moleculaire theoriën in de natuurkunde (La teoria molecolare in Fisica). Durante i suoi primi vent'anni a Leida, Lorentz fu inizialmente interessato alla teoria dell'elettromagnetismo per spiegare la relazione fra elettricità, magnetismo e luce, estendendo così le sue ricerche a un'area molto più ampia, pur concentrandosi sulla fisica teorica. Dalle sue pubblicazioni appare chiaro che Lorentz diede contributi sostanziosi alla meccanica, alla termodinamica, all'idrodinamica, alla teoria cinetica, alla teoria dello stato stazionario, allo studio della luce e della sua propagazione, ma i suoi principali risultati riguardano l'elettromagnetismo, lo studio degli elettroni e della relatività.
Deceduto ad Haarlem il 4 febbraio 1928, ai suoi funerali parteciparono, fra gli altri, Albert Einstein e Marie Curie.

## Attività scientifica

### Professore a Leiden
Il 17 novembre 1877, a soli 24 anni di età, fu assegnata a Lorentz la cattedra in fisica di recente istituzione presso l'Università di Leida. La posizione era stata inizialmente offerta a Johan van der Waals, ma questi accettò una posizione presso l'Università di Amsterdam.[B 2] Il 25 gennaio 1878, Lorentz tenne la sua lezione inaugurale De moleculaire theoriën in de natuurkunde (Le teorie molecolari in fisica). Nel 1881, egli divenne membro della Royal Netherlands Academy of Arts and Sciences.[5]
Durante i primi vent'anni a Leida, Lorentz fu principalmente interessato alla teoria elettromagnetica dell'elettricità, del magnetismo e della luce. Dopo questo, egli estese le sue ricerche a un'area molto più ampia, focalizzandosi sulla fisica teorica. Lorentz diede significativi contributi nei campi che vanno dalla idrodinamica alla relatività generale. I suoi contributi più importanti furono nel campo dell'elettromagnetismo, della teoria degli elettroni e della relatività.[B 2]
Lorentz teorizzò che gli atomi potevano consistere in particelle cariche e suggerì che le oscillazioni di queste particelle cariche fossero la fonte della luce. Allorché un collega ed ex studente di Lorentz, Pieter Zeeman, scoprì l'effetto che prese poi il suo nome nel 1896, Lorentz fornì la sua interpretazione teorica. L'attività sperimentale e teorica fu onorata con il Premio Nobel per la Fisica nel 1902. Il nome di Lorentz è oggi associato all'equazione che porta il suo nome, alla forza di Lorentz, distribuzione di Lorentz, al modello di oscillatore di Lorentz e alla trasformata di Lorentz.

## Opere

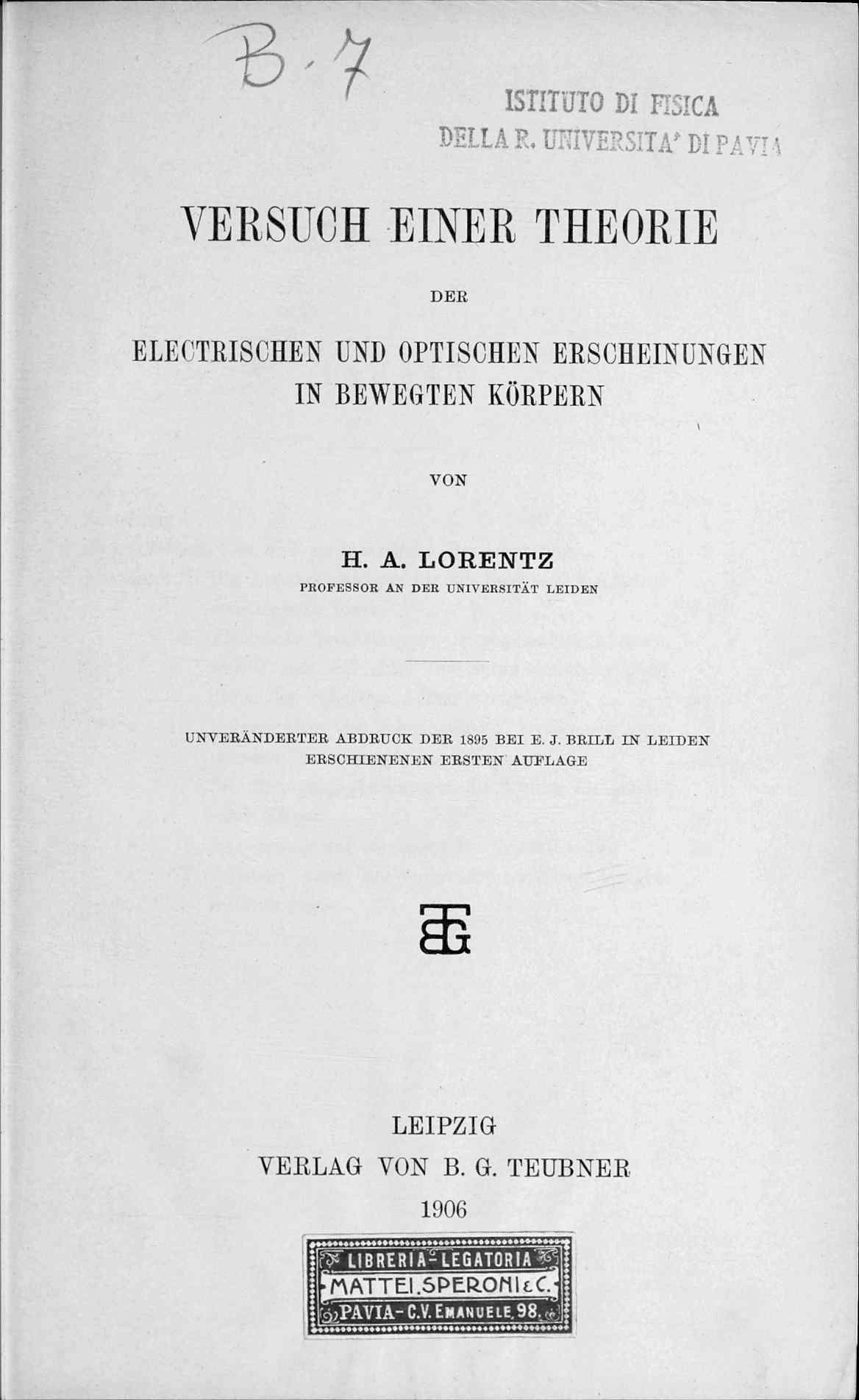
Versuch einer Theorie der electrischen und optischen Erscheinungen in bewegten Körpen, 1906

- (DE) Versuch einer Theorie der electrischen und optischen Erscheinungen in bewegten Körpen, Leipzig, Benedictus Gotthelf Teubner, 1906.
- (DE) Beginselen der natuurkunde, Leipzig, Johann Ambrosius Barth, 1906.
- (DE) Abhandlungen über theoretische Physik, Leipzig, Benedictus Gotthelf Teubner, 1907.
- The theory of electrons, and its applications to the phenomena of light and radiant heat (Leipzig, Teubner, 1909)
- The Einstein theory of relativity; a concise statement (New York: Brentano's, 1920)
- Lectures On Theoretical Physics (London: MacMillan, 1927)